# Angan (Sprache)

Rot: Gebiet des Angan

Das Angan ist eine Trans-Neuguinea-Sprache und wird von etwa 93.000 Angu (Kukukuku) in den gebirgigen Regionen der Eastern Highlands Province, der Morobe Province und der Gulf Province gesprochen. Drei der Sprachen sind praktisch ausgestorben.
Klassifikation (EGIDS-Grad: 5 beständige Schriftsprache, 6 gebräuchlich, 8a aussterbend, 8b fast ausgestorben).
1. Angaatha (5)

Nuclear Angan
Ankave-Tainae-Akoye
1. Ankave (5)

Tainae-Akoye
1. Akoye (5)
2. Tainae (6)

Baruya-Simbari
1. Baruya (5)
2. Simbari (5)

Kapau-Menya
1. Hamtai (5)
2. Menya (5)

Wojokeso
Kamasa-Susuami
1. Kamasa (8b)
2. Susuami (8b)

1. Kawacha (8a)
2. Safeyoka (5)

1. Yagwoia (5)

| Sprache   | Stamm (Dialekte)                                             | Sprecher | Stand | ISO 639-3 |
| --------- | ------------------------------------------------------------ | -------- | ----- | --------- |
| Angaataha | Angaatiya                                                    | 2.500    | 2015  | agm       |
| Ankave    | (Ankai, Bu’u, Mijatnu, Sawuve, Wiyagwa, Wunavai)             | 1.600    | 1987  | aak       |
| Akoye     | Lohiki                                                       | 800      | 1998  | miw       |
| Tainae    | Tainae                                                       | 1.000    | 1991  | ago       |
| Yipma     | Bruwa (Baruya, Gulisa, Usirampia, Wantakia)                  | 6.600    | 1990  | byr       |
| Simbari   | Simbari Anga                                                 | 3.000    | 1990  | smb       |
| Kapau     | (Wenta, Howi, Pmasa’a, Hamtai, Kaintiba)                     | 45.000   | 1998  | hmt       |
| Menya     | (Nkwatiqa, Tipatiqa, Tineiviqa)                              | 20.000   | 1998  | mcr       |
| Kamasa    | Kamasa                                                       | 7        | 2003  | klp       |
| Susuami   | Manki                                                        | 10       | 2000  | ssu       |
| Kawacha   | Kavotjo                                                      | 12       | 2000  | kcb       |
| Ampale    | (Wojokeso, Aiwomba, Yaponya)                                 | 2.390    | 1980  | apz       |
| Yagwoia   | Yeghuye (Hiqwaye, Iwalaqamalje, Gwase, Hiqwase, Heqwangilye) | 10.000   | 2005  | ygw       |